# 19738 Calinger
19738 Calinger là một tiểu hành tinh vành đai chính với cận điểm quỹ đạo là 1.8584973 AU. Nó có độ lệch tâm là 0.1854902 và chu kỳ quỹ đạo là 1258.88 ngày (3.45 năm).
Calinger có vận tốc quỹ đạo trung bình là 19.71786695 km/s và độ nghiêng quỹ đạo là 7.73751°.
Nó là một tiểu hành tinh được phát hiện ngày 4 tháng 1 năm 2000 bởi LINEAR.
Nó được đặt theo tên Manetta Calinger giám khảo vòng chung kết ở 2003 Cuộc thi khoa học trẻ kênh Discovery.